# Himalayasyren
Himalayasyren er en mellemstor, løvfældende busk lyslilla til hvide blomster og en stivgrenet og åben vækst. På grund af sin hårførhed og den smukke blomstring bruges den nu og da som prydbusk i haver og parker.

## Kendetegn
Himalayasyren (Syringa emodi) er en mellemstor, løvfældende busk med en stift opret vækst. Skuddene er kraftige. Barken er først violetbrun og glat, men senere bliver den olivengrøn. Efterhånden bliver barken lyst grågrøn med grove barkporer. Knopperne er modsat stillede, små og runde med blålig dug. Bladene er læderagtige og ovale til bredt lancetformede, hele med hel eller bølget rand. Oversiden er mørkegrøn og hårløs, mens undersiden er tæt vortet og hvidlig eller blågrøn. Blomstringen foregår i maj-juli, hvor man finder blomsterne siddende endestillet i løse, oprette klaser. De enkelte blomster er regelmæssige og 4-tallige med hvide eller lyslilla kronblade. Frugterne er næsten cylindriske kapsler.
Rodsystemet består af tykke hovedrødder med grove siderødder.
Himalayasyren når en højde på 5 m og en kronebredde på ca. 3 m.

## Hjemsted
Himalayasyren hører hjemme i den subalpine zone i den vestlige del af Himalaya, dvs. fra Pakistan over Afghanistan og Tibet til Nepal.
I det beskyttede naturområde Kangchenjunga i distriktet Taplejung, som ligger i det nordøstlige Nepal, findes arten i blandede skove sammen med bl.a. afghan-pære, afghansk snabelkalla, almindelig perlekurv, almindelig taks, almindelig valnød, Alnus nepalensis (en art af el), flere arter af anemone, bl.a. Anemone rivularis og Anemome vitifolia, Asarum himalaicum (en art af hasselurt), bjergskovranke, blå lærkespore, Corylus ferox (en art af hassel), buskpotentil, Daphne retusa (en art af dafne), engstorkenæb, forrestløn, Fraxinus floribunda (en art af ask), Gaultheria fragrantissima (en art af bjergte), himalayabirk, himalayahavtorn, himalayahæg, himalayaildtorn, himalayakristtorn, Himalayaleycesteria, himalayalærk, himalayarøn, indisk jordbær, kantet berberis, kinesisk hortensia, kranskonval, kugleprimula, Lonicera myrtillus (en art af gedeblad), omeirose, pragtædelgran, Quercus glauca (en art af eg), Rhododendron campanulatum og Rhododendron griffithianum (arter af rododendron), rosa valmuesøster, rød kæmpestenbræk, Sarcococca hookeriana (en art af kødbær), skarlagensalvie, skovsyre, smuk pieris, smuk spiræa, småbladet dværgmispel, storblomstret kæmpelilje, studenternellike, syrisk rose, tibetansk perlekurv, tibetansk valmuesøster, tibettræ, tårefyr, tårepil og ægte kryddermynte.

## Galleri
- Vækstform
- Grenbygning
- Blade
- Blomster

## Note
1. 1 2  efloras: Flora of Pakistan (engelsk)
2. ↑  International Centre for Integrated Mountain Development: Kanchenjunga Conservation Area Arkiveret 24. november 2010 hos  Wayback Machine (engelsk)